# Bataille du pont de Zompos
La bataille de Zompos intervient en 1074 entre les troupes de l'Empire byzantin et un groupe de mercenaire normands dirigés par Roussel de Bailleul et qui se sont rendus autonomes en Anatolie. L'armée byzantine, dirigée par le césar Jean Doukas, affaiblie par la défection de Nicéphore Botaniatès est vaincue. Roussel de Bailleul est finalement fait prisonnier quelques mois plus tard, non sans avoir contribué à fragiliser le contrôle des Byzantins sur l'Anatolie, de plus en plus envahie par les Turcs.

## Contexte
Les années 1070 constituent une période troublée pour l'Empire byzantin, alors confrontée à une instabilité chronique au sommet du pouvoir et à des menaces extérieures de plus en plus pressantes. En 1071, l'empereur Romain IV Diogène est lourdement vaincu et fait prisonnier par Alp Arslan lors de la bataille de Mantzikert. Cette défaite ravive les rivalités entre les grandes familles de l'aristocratie byzantine qui se disputent le pouvoir suprême. Ce sont les Doukas qui s'imposent avec Michel VII mais sa légitimité est fragile. Les voisins de l'Empire en profitent pour assaillir ses frontières. En Orient, les Seldjoukides commencent à pénétrer de plus en plus profondément en Anatolie et à s'installer, tandis que l'appareil militaire byzantin, fragilisé par les disputes internes, est de moins en moins susceptible de s'y opposer. Les empereurs tentent de solliciter des mercenaires, dont les Normands qui sont alors en pleine expansion et viennent de s'emparer du sud de l'Italie. Une importante compagnie dirigée par Roussel de Bailleul se met au service de l'Empire et participe notamment à la bataille de Mantzikert mais elle se montre aussi difficile à contrôler. Après la chute de Romain IV, Roussel profite du désordre ambiant pour se rendre autonome et constituer une principauté ad hoc en Anatolie.

## La bataille
Michel VII et son gouvernement réagissent par l'envoi d'une armée dirigée par Jean Doukas, assistée d'autres généraux dont Nicéphore Botaniatès, et largement composée de mercenaires ainsi que de la garde varangienne. Arrivé sur le pont de Zompos qui traverse le Sangarios près d'Amorium, Nicéphore tente de le dissuader de le franchir et d'affronter les Normands. Les historiens débattent largement des raisons exactes de la prudence de Nicéphore Botaniatès. Il est possible qu'il juge les mercenaires normands trop nombreux pour être vaincus ou bien qu'il ait des intentions moins louables, du fait d'une loyauté limitée au nouveau régime. Dans tous les cas, Jean Doukas poursuit sa route et franchit le pont. Si Nicéphore, qui dirige l'arrière-garde, le suit, il reste à distance et quand la bataille s'engage, il préfère se replier sans porter assistance à Jean Doukas, tandis que l'aile droite composée de mercenaires francs rallie Roussel de Bailleul. Jean Doukas se retrouve rapidement encerclé avec les soldats de la garde varangienne. Son fils, Andronic Doukas, qui dirige l'aile gauche, tente de se porter à son secours mais il est repoussé et gravement blessé. Finalement, Jean Doukas est contraint à la reddition et constitué prisonnier, non sans avoir tenté de porter secours à son fils, lui aussi parmi les captifs.

## Conséquences
Cette défaite démontre le contrôle de plus en plus lâche que les Byzantins exercent sur tout un pan de l'Anatolie, livrée à une forme d'anarchie depuis la défaite de Mantzikert. Roussel de Bailleul, non content d'avoir vaincu les impériaux, se dirige vers Constantinople et pille Chrysopolis, en face de la cité impériale. S'il a libéré Andronic Doukas, qui ne se remet pas de ses blessures et en meurt trois ans après, il garde comme otage le césar Jean Doukas. Michel VII est obligé de mobiliser une importante armée sous le commandement du tout jeune général Alexis Comnène pour réussir à s'en emparer en 1074. 